# بهرام‌تپه
بهرام‌تپه (به ترکی آذربایجانی: Bəhramtəpə) یک منطقهٔ مسکونی در جمهوری آذربایجان است که در شهرستان ایمیشلی واقع شده‌است. بهرام‌تپه ۴٬۰۸۹ نفر جمعیت دارد.